# نايجل مارتين
أنتوني نايجل مارتين (بالإنجليزية: Nigel Martyn)؛ مواليد 11 أغسطس 1966)، المعروف باسم نايجل مارتن، هو لاعب كرة قدم إنجليزي سابق كان يلعب كحارس مرمى من 1987 إلى 2006.
لعب مارتين لأربعة أندية خلال مسيرته الكروية وهي بريستول روفرز، كريستال بالاس، ليدز يونايتد وإيفرتون. خاض 23 مباراة دولية مع منتخب إنجلترا بين عامي 1992 و 2002.

## مسيرته الكروية
لعب نايجل مارتين خلال مسيرته الاحترافية مع 4 أندية في عشرون موسمًا ولم يسجل خلالها أي هدف ضمن 666 مباراة. ولم يفز بأي موسم بالكأس أو بالدوري.
خاض نايجل مارتين مسيرته مع نادي بريستول روفيرز في موسم 1987–88 واستمر معه طيلة ثلاثة مواسم، مشاركًا في 101 مباراة ولم يسجل أي هدف. ثم انتقل إلى نادي كريستال بالاس في موسم 1989–90 ليلعب معه سبعة مواسم، حيث شارك في 272 مباراة ولم يسجل أي هدف أيضًا. لينتقل بعدها إلى نادي ليدز يونايتد في موسم 1996–97 ليلعب معه سبعة مواسم، مشاركًا في 207 مباراة ولم يسجل أي هدف أيضًا. ثم انتقل إلى نادي إيفرتون في موسم 2003–04 واستمر معه طيلة ثلاثة مواسم، مشاركًا في 86 مباراة ولم يسجل أي هدف أيضًا.

## وصلات خارجية
- نايجل مارتين على موقع الاتحاد الدولي (مؤرشف)  (الإنجليزية)
- نايجل مارتين على موقع قاعدة بيانات كرة القدم.إي يو (الإنجليزية)
- نايجل مارتين على موقع ناشيونال فوتبول تيمز (الإنجليزية)
- نايجل مارتين على موقع Soccerbase.com (لاعب) (الإنجليزية)
- نايجل مارتين على موقع Soccerway.com (الإنجليزية)
- نايجل مارتين على موقع عالم كرة القدم.نت (الإنجليزية)
- نايجل مارتين على موقع كووورة